# Katherine MacDonald
Pour les articles homonymes, voir MacDonald.
Katherine Agnew MacDonald, surnommée The American Beauty (La Beauté américaine), née à Pittsburgh (Pennsylvanie) le 14 décembre 1891, et morte à Santa Barbara le 4 juin 1956, est une actrice et productrice américaine.

## Biographie
Katherine MacDonald commence sa carrière dans les années 1910 comme modèle à New York avant de migrer en 1917 à Los Angeles où elle devient l'une des premières femmes à produire des films à Hollywood.
MacDonald est une des actrices les mieux rétribuées, gagnant environ 50 000 $ par film en 1920, quand elle était sous contrat avec la First National Pictures. Elle atteint le sommet de sa popularité entre 1920 et 1923. Bien que sa silhouette toute en courbes lui ait valu le surnom d'« American Beauty », elle est cependant perçue comme n'ayant qu'un talent mineur par l'industrie cinématographique. 
Son premier rôle important le fut dans Un forban (1918), avec William S. Hart. Elle est la vedette de plusieurs films muets, dont Le Mari de l'Indienne (The Squaw Man) (1918) et Un charmeur (M. Fix-It) (1918). La plupart de ses rôles ont été tenus dans des drames romantiques. Katherine MacDonald n'a plus tourné que deux films après 1923, en 1925 et en 1926.

## Vie privée
Des rumeurs font état d'une liaison avec le président américain Woodrow Wilson, cependant peu probable étant donné son état de santé consécutif après son AVC en 1919.
Quand elle était modèle à New York, elle rencontre son premier mari, l'artiste K. Malcolm Struss avec qui elle se marie en 1910, mais divorcent en 1919. Elle épouse un jeune millionnaire de Chicago, Charles S. Johnston, en 1924 et ont un fils, Britt. Ils divorcent en 1926. Deux ans plus tard, elle se marie avec Christian R. Holmes, un héritier de la société de levures Fleischmann (en), mais le mariage prend fin dans un divorce sensationnel en 1931. Avec Holmes, elle a eu une fille, Ann.
Après avoir quitté l'industrie cinématographique, elle dirige une entreprise de cosmétiques de la fin des années 1920 au début des années 1930.
Elle est la sœur de l'actrice du muet Mary MacLaren.

## Filmographie partielle

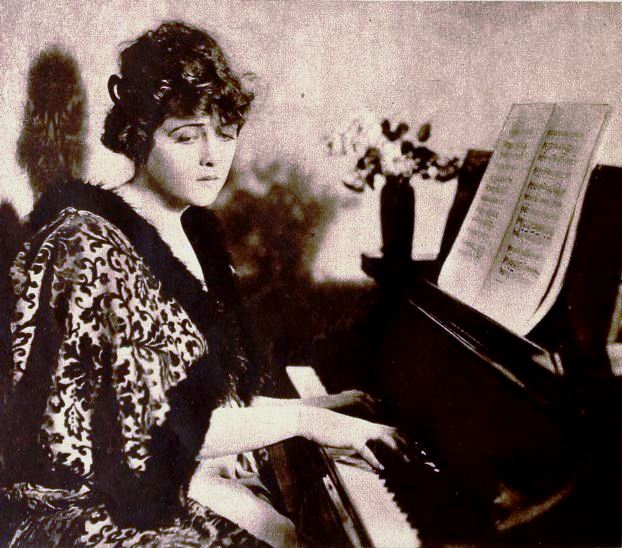
Katherine MacDonald (octobre 1919)

- 1918 : Le Mari de l'Indienne de Cecil B. DeMille
- 1918 : Un charmeur de Allan Dwan : Georgiana Burroughs
- 1918 : Headin' South d’Allan Dwan et Arthur Rosson : la jeune fille
- 1919 : L'Orgueil de la faute (The Woman Thou Gavest Me) de Hugh Ford
- 1920 : L'Eau qui dort (The Turning Point) de J.A. Barry
- 1922 : Domestic Relations de Chester Withey
- 1922 : L'Eau qui dort (Heroes and Husbands) de Chester Withey
- 1922 : The Infidel de James Young
- 1922 : The Woman Conquers de Tom Forman
- 1926 : Le Cavalier des sables de Maurice Tourneur

## Prix et honneurs
Katherine MacDonald a son étoile sur le Walk of Fame à Hollywood.